# Reichenkam
Reichenkam ist ein Gemeindeteil von Münsing im oberbayerischen Landkreis Bad Tölz-Wolfratshausen. Die Einöde wurde am 1. Mai 1978 als Teil der Gemeinde Holzhausen am Starnberger See nach Münsing eingemeindet.
Der Ort, circa 500 Meter vom Starnberger See entfernt, ist über die Staatsstraße 2065 zu erreichen.